# Bellante
Bellante község (comune) Olaszország Abruzzo régiójában, Teramo megyében.

## Fekvése
A megye északkeleti részén fekszik. Határai: Campli, Castellalto, Mosciano Sant’Angelo, Sant’Omero és Teramo.

## Története
Első említése a 12. századból származik. Önálló községgé a 19. század elején vált, amikor a Nápolyi Királyságban felszámolták a feudalizmust.

## Népessége
A népesség számának alakulása:

## Főbb látnivalói
- Palazzo Saliceti
- Santa Maria-templom
- Santa Maria del Herulis-templom